# Giuseppe Ippoliti (doppiatore)
Giuseppe Ippoliti (Avezzano, 22 febbraio 1980) è un doppiatore italiano.

## Biografia
Diplomato all’Accademia Corrado Pani. Ha studiato con Fulvio Tomaino, Andrea Tosoni, Alba Bucciarelli, Ennio Coltorti, Carlo Ragone, Franco Mannella, Silvano Torrieri e molti altri. Laureato in Economia e specializzato in pubblicità e comunicazione, dal 2008 è direttore artistico dell’Associazione Culturale “Abbigliamento Culturale”. È la voce ufficiale di Zuegg. inoltre è noto per aver doppiato Vahap nella serie Terra amara.
Attualmente insegna doppiaggio e dizione presso Radiospeaker.

## Doppiatore

### Cinema
- Elyes Gabel in 1981: Indagine a New York, Spooks - Il bene supremo[2]
- Antoine Reinartz in Alice e il sindaco, L'anno che verrà
- Richard Cabral in Peppermint - L'angelo della vendetta
- Jean-Luc Bilodeau in LOL - Pazza del mio migliore amico
- Theo James in Crazy Dirty Cops
- Ben Milliken in Run & Gun
- Robert LaSardo in Sezione 8
- Sean Kleier in La stagione dei matrimoni
- Jacob Batalon in Ogni giorno
- Allen Williamson in Abduction - Riprenditi la tua vita
- Anthony J. Sharpe in Black Water: Abyss
- Jason Burkey in Una canzone per mio padre
- Paolo Cesar in American Sicario
- Gabriel Chavarria in The War - Il pianeta delle scimmie
- Charlie Bewley in The Twilight Saga: New Moon
- Yuri Sardarov in Le idi di marzo
- Trever O'Brien in In Time
- Clay Chamberlin in Colpo di fulmine - Il mago della truffa
- Tarek Boudali in Bugiardo seriale
- Quentin Dolmaire in I miei giorni più belli
- Sofia Khammes in November - I cinque giorni dopo il Bataclan
- José Manuel Poga in Infiesto
- Dawid Ogrodnik in Johnny - Una nuova vita
- Voce di Roger in Cani e gatti 3 - Zampe unite
- Nicco Del Rio in The Monkey

### Film d'animazione
- Hal Jordan / Lanterna Verde in Lego Batman - Il film[3]
- Kakitsuka in Anche se il mondo finisse domani - The Relative Worlds
- Glaxxon 5000 in I Mitchell contro le macchine
- Asta in Black Clover: La spada dell'imperatore magico[4]
- Scoiattolo in Yuku e il fiore dell'Himalaya
- Suguru Daisho in Haikyu!! Battaglia all'ultimo rifiuto

### Televisione
- Bryce Hodgson in iZombie
- Nick Cornish in Gossip Girl
- Eric Balfour in Streghe (2018)
- Dustin Milligan in Dirk Gently - Agenzia di investigazione olistica
- Ismael Cruz Cordova in The Good Wife
- Preston Jones in The Mentalist
- Todd Giebenhain in My Name Is Earl
- Zachary Abel in Diario di una nerd superstar
- Iain De Caestecker in Lip Service
- Johnny Carr in Five Bedrooms
- Dimitris Lalos in La strada del silenzio
- Salih Bademci in Il sarto
- Zhang Junming in Tribes and Empires - Le profezie di Novoland
- Olivier Bonnaud in La favorita del re
- Nick Thurston in The Truth Below - Verità nascoste
- Nick Krause in Hollywood Heights - Vita da popstar
- Richard Cabral in Twisted Metal
- Alejandro Cano in Sei sorelle
- Ergün Metin in Terra amara
- Fatih Özkan in Everywhere I go - Coincidenze d'amore
- Dimitrij Schaad in Pauline
- Thomas Christin e Etienne Beydon in Panda
- Will Rothhaar in Will Trent

### Programmi televisivi
- Kyle in Squid Game: La sfida

### Serie animate
- Kevin Crawford in Paradise Police (1^ voce)
- James in Freedom
- Chris Redgrave in High Card[5]
- Suguru Daishō in Haikyu!!
- Erya Uzruth in Overlord
- Trevor Angstrom in Kiff

### Videogiochi
- Grayson in Cyberpunk 2077 (2020)[6]
- Ababund in Horizon Forbidden West (2022)[7]
- Joken Hokkyo in Assassin's Creed Shadows (2025) [8]